# Пхеньянська телевежа
Пхеньянська телевежа (кор. 평양텔레비죤탑) — телевежа у столиці КНДР — Пхеньяні. Розташована на території парку Кесон в окрузі Моранбон-гуйок, на північ від стадіону імені Кім Ір Сена.
Побудова тіла вежі була присвячена початку запровадження на території КНДР кольорового телебачення і завершилася в квітні 1967. Висота вежі складає 150 метрів, що робить її однією з найвищих споруд у всьому місті, і взагалі в КНДР. Основа вежі конічна і увінчана двома рядами вікон, стилізованих під ілюмінатори . Кругові платформи для технічного обслуговування та розміщення мовного обладнання розташовані на висотах 34,5 м, 65 м, 67,5 м та 85 м. На висоті з 94—101 м розташований ресторан з панорамним видом на місто та його околиці, а також оглядовий майданчик, які час від часу відкриті для громадськості та туристів. Вище ресторану знаходиться 50-метровий шпиль із встановленими на ньому великими дипольними антенами для трансляції телевізійних програм. На вигляд телевежа схожа на Останкінську телевежу.

## Теле- та радіомовлення

### Радіо(Fm)
| Частота </br>(in MHz) | Станція                    | RDS PS | RDS PI | Regionalisierung | ERP </br>(in kW) | Діаграма антени </br> | Поляризація </br> горизонталь (H)/вертикаль (V) |
| --------------------- | -------------------------- | ------ | ------ | ---------------- | ---------------- | --------------------- | ----------------------------------------------- |
| 93,8                  | Корейське центральне радіо | -      | -      | -                | 20               |                       |                                                 |
| 103,7                 | Корейське центральне радіо | -      | -      | -                | 100              |                       |                                                 |
| 105,2                 | Пхеньян FM                 | -      | -      | -                | 20               |                       |                                                 |
| 106,5                 | Радіо Пхеньян              | -      | -      | -                | 20               |                       |                                                 |

### Телебачення(PAL)
| ТВК | Основна частота </br>(MHz) | Телеканал                        | Потужність передавача </br> (kW) | Діаграма антени | Поляризація </br> горизонталь (H)/вертикаль (V) |
| --- | -------------------------- | -------------------------------- | -------------------------------- | --------------- | ----------------------------------------------- |
| 5   | 93,25                      | Спортивне телебачення            | 350                              |                 |                                                 |
| 9   | 199,25                     | Реннамсан                        | 140                              |                 |                                                 |
| 12  | 223,25                     | Корейське центральне телебачення | 700                              |                 |                                                 |